# تمثال علي آغا واحد في باكو
تمثال علي آغا واحد هو تمثال للشاعر الأذربيجاني علي آغا واحد، نصب في عام 1990 في باكو.

## خلفية
كلف بناء تمثال علي آغا واحد في عام 1989. مؤلف التمثال هو ناطق علييف وراهب حسنوف والمهندس المعماري سنان سلامزاده. اكتملت العمليّة الإبداعية التي استمرت عدة أشهر في مارس 1990. بفضل البحث المكثف المستمر للمبدعين الثلاثة، يجد النصب حلًا فنيًا ومعماريًا أصليًا. أصالة شكل النصب تنبع من قصيدة الغزل الشهيرة «أنا ذكرى فضولي الكبير». اعتبر المؤلفون صعود جذوع الأشجار من الأرض علامة فنيّة على استمرار تقاليد فضولي من قبل علي آغا واحد. كما تم تحقيق حل النصب باعتباره صورة شجرة كبيرة لإعطاء القصيدة مظهرًا فنيًا شاملاً. قال النحات راهب حسنوف ما يلي حول النصب:

## البناء
تم بناء النصب التذكاري من مادة البرونز في سانت بطرسبرغ. على الرغم من أن ارتفاع التمثال يقدر بـ 5 أمتار، إلا أنّه تم تغييره إلى 3 أمتار بسبب نقص الأموال. على الرغم من أن النصب هو من الناحية الهيكلية صورة لرأس الشاعر، إلا أنه في الواقع مثال على النحت متعدد الموضوعات. في 27 أكتوبر 1990، تم افتتاح النصب التذكاري في الحديقة بالقرب من أوركسترا أذربيجان السيمفونية الحكومية التي سميت باسم مسلم ماغوماييف. في عام 2008، تم نقل التمثال إلى المدينة القديمة.